# 1843
- Wikisource

| Calendário gregoriano                                                        | 1843 MDCCCXLIII                     |
| Ab urbe condita                                                              | 2596                                |
| Calendário arménio                                                           | 1292 – 1293                         |
| Calendário bahá'í                                                            | -1 – 0                              |
| Calendário budista                                                           | 2387                                |
| Calendário chinês                                                            | 4539 – 4540 Início a 30 de janeiro  |
| Calendário copta                                                             | 1559 – 1560                         |
| Calendário etíope                                                            | 1835 – 1836                         |
| Calendários hindus - Vikram Samvat - Calendário nacional indiano - Cáli Iuga | 1898 – 1899 1764 – 1765 4943 – 4944 |
| Calendário Holoceno                                                          | 11843                               |
| Calendário islâmico                                                          | 1259 – 1260                         |
| Calendário judaico                                                           | 5603 – 5604                         |
| Calendário persa                                                             | 1221 – 1222 Início a 21 de março    |
| Calendário rúnico                                                            | 2093                                |
| Calendário solar tailandês                                                   | 2386                                |

1843 (MDCCCXLIII, na numeração romana) foi um ano comum do século XIX do actual Calendário Gregoriano, da Era de Cristo, e a sua letra dominical foi A (52 semanas), teve início a um domingo e terminou também a um domingo
| Ano completo                    |
| ------------------------------- |
| Ano comum com início ao domingo |

## Eventos

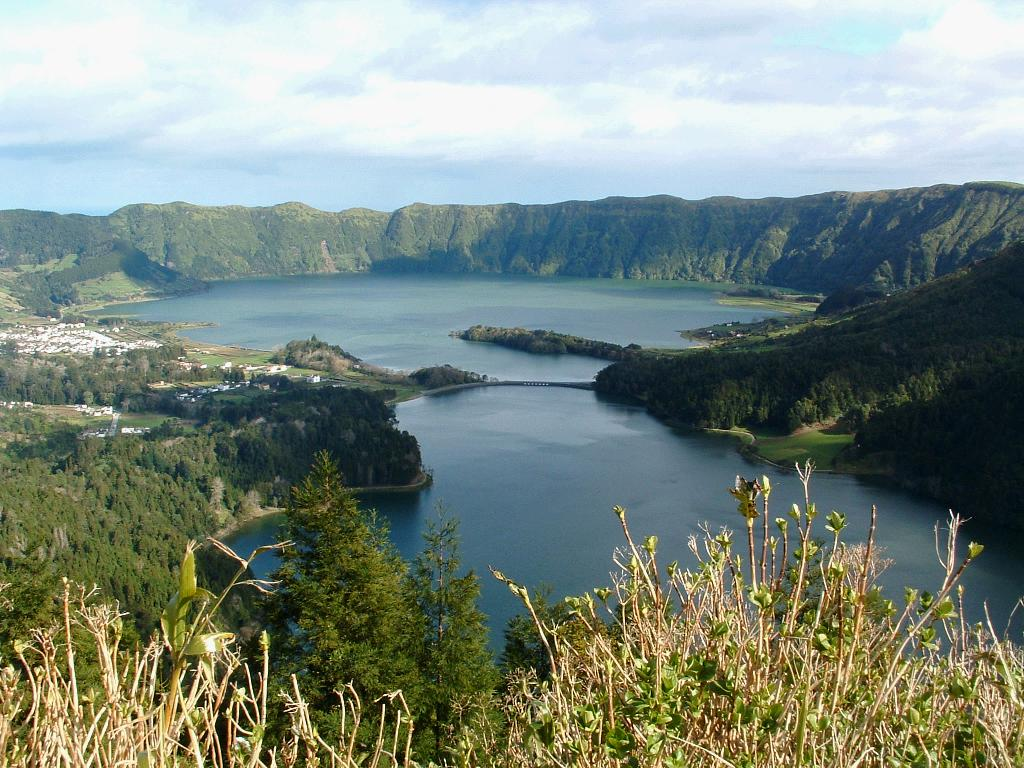
Lagoa das Sete Cidades, ilha de São Miguel, Açores.

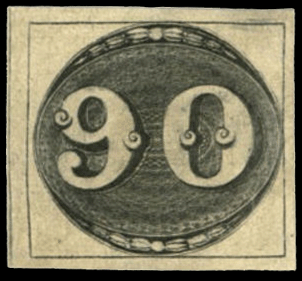
Olho de Boi, 1.º Selo impresso no Brasil, foi-o por determinação do Governo Imperial brasileiro.

- Criado o primeiro selo brasileiro, conhecido como "olho-de-boi", portanto o início da filatelia no Brasil.
- Terramoto na então ainda Vila da Praia da Vitória, ilha Terceira, Açores.
- Carl Gustav Mosander descobre o elemento químico Érbio.

### Maio
- 3 de maio – Inauguração da Sociedade Promotora da Agricultura Micaelense, ilha de São Miguel, Açores.

### Setembro
- 29 de setembro - Fundada a Congregação das Irmãs Franciscanas da Imaculada Conceição.

### Outubro
- 21 de outubro - Fundada a Bolsa de Valores do Rio de Janeiro.

## Nascimentos
- 8 de janeiro - Gottlieb Mueller, empresário suíço, naturalizado brasileiro (m. 1902)
- 29 de janeiro - William McKinley, presidente dos Estados Unidos de 1897 a 1901 (m. 1901).
- 5 de abril - Aniceto António dos Santos, professor e jornalista português (m. 1923).
- 16 de abril — Manuel Baptista da Cunha, arcebispo português (m. 1913).
- 26 de maio - Artur Jaceguai, militar e nobre brasileiro (m. 1914).
- 7 de julho - Camillo Golgi, vencedor do nobel da medicina em 1906 (m. 1926).
- 17 de julho - Julio Argentino Roca, político, militar e presidente da Argentina de 1880 a 1886 e de 1898 a 1904 (m. 1914).
- 4 de agosto - Duque Nicolau Maximilianovich de Beauharnais (m. 1891).
- 31 de agosto - Georg von Hertling, político alemão (m. 1919).
- 10 de outubro - Antoine Simon, presidente do Haiti de 1908 a 1911 (m. 1923).
- 22 de outubro - Estanisláo Przewodowski, militar e engenheiro brasileiro (m. 1903)
- 11 de dezembro - Robert Koch, bacteriologista alemão, descobridor do bacilo da tuberculose e ganhador, em 1905, do Prémio Nobel de Medicina. (m. 1910)
- 17 de dezembro - Antônio Lemos, construtor da Belém do Pará moderna, o "Pereira Passos do Pará"

## Mortes
- 19 de setembro - Gustave-Gaspard Coriolis, matemático e engenheiro francês. (n. 1792)

## Por tema
- 1843 na arte
- 1843 na ciência
- 1843 na literatura
- 1843 na música